# Teodora Aksouchina
Teodora Aksouchina (XIII w.) – cesarzowa Trapezuntu, żona Aleksego I Komnena (1204-1222).

## Życiorys
Pochodziła z trapezunckiej szlachty. Była prawdopodobnie córką Jana Komnena Aksoucha, zwanego Grubym. Jej mężem został pierwszy cesarz Trapezuntu - Aleksy I Wielki Komnen (1204-1222). Mieli dwóch synów i córkę:
- Jana I,
- Manuela I,
- Nieznana z imienia córka Aleksego I Wielkiego Komnena, żona cesarza Andronika I Gidosa.